# Elinor Schad
Elinor Schad, född 16 april 1965 i Stockholm, är en svensk specialistpsykolog i pedagogisk psykologi verksam som docent i pedagogisk psykologi på Institutionen för psykologi vid Lunds universitet. Hon är även affilierad forskare vid Birgit Rausing Centrum för Medicinsk Humaniora på medicinska fakulteten vid Lunds universitet. Schad är sedan 2019 vice ordförande i vetenskapliga rådet inom Sveriges Psykologförbund. Hon är även medverkande i den nationella ackrediteringskommittén (NAC) vilken administrerar det europeiska psykologcertifikatet utvecklat av European Federation of Psychological Associations, EFPA. Mellan 2016 och 2019 var Schad andre vice ordförande i Sveriges Psykologförbund och mellan 2009 och 2012 var hon ordförande för Psykologer i förskola och skola, Psifos. 
Schad disputerade 2018 i arbets- och organisationspsykologi med avhandlingen No Time to Talk! Teachers’ perceptions of organizational communication and work related health.  Hon har varit författare och redaktör för läromedlet Psykolog i Skolan, samt medverkat i Evidensbaserad elevhälsa. Hon är även medverkande på Studentlitteraturs internetportal Förskoleforum som expert och skribent i förskolepsykologi.

### Böcker
- Schad, Elinor, red. (2009). Psykolog i skolan. Lund: Studentlitteratur. ISBN 978-91-44-05445-2
- Schad, Elinor, red. (2014). Psykolog i skolan. Lund: Studentlitteratur. ISBN 978-91-44-08673-6

### Bokkapitel
- Schad, Elinor & Tideman, Eva (2017). Elevers utveckling under skolåren. I C. Lindgren, & J. Milerad (red.) Evidensbaserad Elevhälsa. Lund: Studentlitteratur. ISBN 978-91-44-11795-9

### Vetenskapliga publikationer

#### Avhandling
- Schad, Elinor. (2018). No time to talk! Teachers’ perceptions of organizational communication and work related health. ISBN 978-91-7753-570-6

#### Artiklar
- Schad, Elinor. (2014). The preparation of school psychologists and specialists in educational psychology in Sweden. International Journal of School & Educational Psychology, 2(3), 191-197. DOI: 10.1080/21683603.2014.934632

- Torkelson, Eva, Holm, Kristoffer, Bäckström, Martin & Schad, Elinor. (2016). Factors contributing to the perpetration of workplace incivility: the importance of organizational aspects and experiencing incivility from others. Work & Stress, 30(2), 115-131. DOI: 10.1080/02678373.2016.1175524
- Schad, Elinor. (2017). No time to talk! Teachers’ perceptions of organizational communication: context and climate. Journal of Educational Management & Administration, 1-22. DOI: 10.1177/1741143217739358
- Schad, Elinor (2019). Lacking structures of communication for teachers in Sweden, a focus group study. Lund Psychological Reports, 19(2). ISSN 1404-8035
- Norrman Harling, M., Högman, E., & Schad, E. (2020). Breaking the taboo: Eight Swedish Clinical Psychologists’ Experiences of Compassion Fatigue. International Journal of Qualitative Studies on Health and Well-being, 15(1), [1785610]. https://doi.org/10.1080/17482631.2020.1785610

### Rapporter
- Schad, Elinor, Persson, Roger & Nipe, Erik (2015). Kartläggning av psykologers arbetsmiljö i Sverige. Stockholm: Sveriges Psykologförbund.[7]
- Schad, Elinor & Levin, Karin (2018). Elevkårsengagerade ungdomars syn på skola, vänner, vänner, fritid och familj. Stockholm: Sveriges Psykologförbund.[8]
- Schad, Elinor (2019). Mental health interests of adolescents in secondary education. Stockholm: Sveriges Psykologförbund.